# Pępice (Opole)
Pour l’article homonyme, voir Pępice (Sainte-Croix).
Pępice est une localité polonaise du gmina de Skarbimierz, située dans le powiat de Brzeg (voïvodie d'Opole).